# Maria Nesterenko
Pour les articles homonymes, voir Nesterenko.
 (mars 2024).
Maria Petrovna Nesterenko (en russe : Мария Петровна Нестеренко), née en 1910 et morte exécutée le 28 octobre 1941, est une pilote soviétique qui accède au grade de major dans l'armée de l'air et devient commandante adjointe de son régiment. Elle est exécutée en 1941 en tant qu'épouse du héros de l'Union soviétique Pavel Rychagov, victime d'une des purges du chef du NKVD, Lavrenti Beria, dans l'armée de l'air. Elle, son mari et les autres victimes sont réhabilités à titre posthume après la mort de Staline,.

## Biographie

### Jeunesse
Maria Nesterenko naît en août 1910 dans une famille ukrainienne du village de Budy, qui fait alors partie de l'Empire russe. Après avoir terminé ses premières études, elle travaille dans une usine de céramique tout en rêvant d'aviation, en plus de ses hobbies : la musique et le sport,.

### Carrière dans l'aviation
Devenue membre du Parti communiste en 1931, elle est diplômée de l'école d'aviation de Kharkov avant d'entrer à l'école de pilotes de l'aviation militaire de Kacha, dont elle est diplômée en 1933.
En juillet 1940, elle vole en tant que commandant de bord avec la copilote Maria Mikhaïleva et la navigatrice Nina Rousakova pour tenter de battre le record du monde de distance pour un vol féminin en ligne droite, précédemment établi par Valentina Grizodoubova, Polina Ossipenko et Marina Raskova en 1938. L'avion décolle de Khabarovsk et doit arriver à Mazyr, mais en raison d'un fort vent contraire combiné à un orage et de la glace, l'avion est contraint d'effectuer un atterrissage d'urgence dans un champ près du village d'Issakovo, dans le district de Santchoursky. L'équipe vole sans escale pendant 22 h 32 min, mais la tentative reçoit moins de publicité et est rapidement oubliée. En octobre de la même année, elle est nommée commandant adjoint d'un régiment d'aviation spécial,.

### Disgrâce et exécution
Peu de temps après l'invasion allemande de l'Union soviétique, Nesterenko est arrêtée sur un aérodrome le 26 juin 1941 et exécutée avec des dizaines d'autres officiers de haut rang le 28 octobre. Officiellement, elle est abattue pour avoir omis de signaler un crime, Beria affirmant qu'en tant qu'épouse du général Rychagov, elle aurait dû être au courant de ses « activités perfides ». Toutefois, il est révélé plus tard que toute l'affaire contre Rychagov et ses collègues a été fabriquée de toutes pièces par Beria, qui a ordonné qu'ils soient fusillés sans procès. Certaines sources de langue anglaise affirment que Rychagov est ciblé par le pouvoir pour avoir qualifié les avions soviétiques de « cercueils volants », bien que les sources russes n'en fassent pas mention.